# Изюмский тепловозоремонтный завод

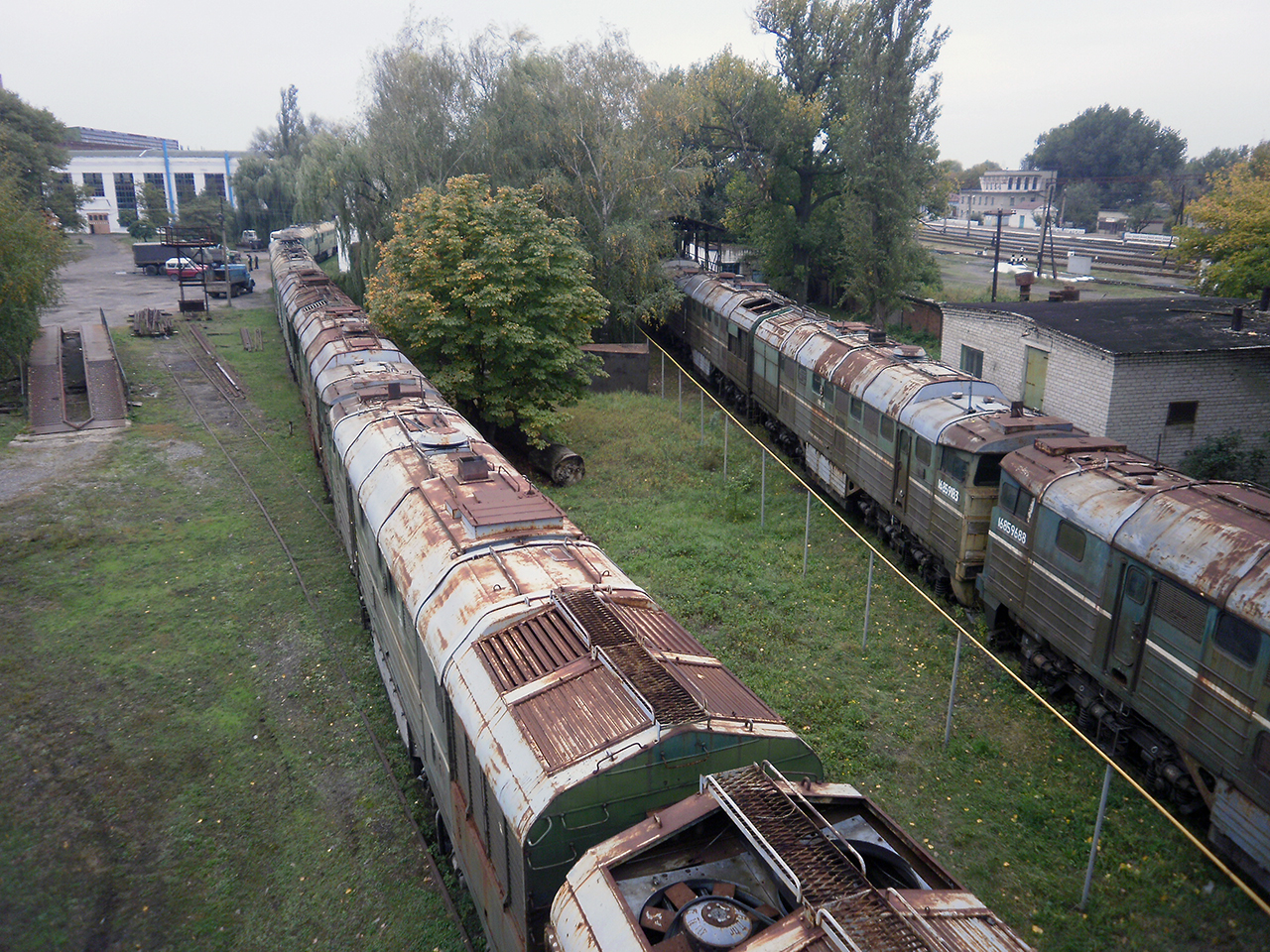

Изю́мский тепловозоремо́нтный заво́д (укр. Ізюмський тепловозоремонтний завод) — завод по ремонту тепловозов для нужд железных дорог, расположенный в городе Изюм Харьковской области Украины, существовавший в 1915—2019 годах.

## История
Завод основан в 1915 году как Изюмские главные железнодорожные мастерские Северо-Донецкой железной дороги и начал свою работу в 1915 году с ремонта паровозов серии Ов и вагонов (их ремонт продолжался до 1929 года), затем был освоен ремонт паровозов серий Щ, Э, С, Б, ФД.
После начала гражданской войны Изюмские железнодорожные мастерские стали одним из важных организационных центров и опорных пунктов сторонников Советской власти в Изюмском уезде. Осенью 1918 года под руководством Изюмской подпольной организации РСДРП(б) из рабочих Изюмских железнодорожных мастерских и крестьян соседних сёл были созданы три партизанских отряда, которые 10 ноября 1918 года начали Изюмское восстание против австро-германских оккупационных войск. Повстанцы заняли и в течение пяти дней удерживали железнодорожную станцию Изюм, но затем были вынуждены отступить в сельскую местность и продолжить борьбу партизанскими методами в Изюмском уезде, а в начале 1919 года заняли Изюм, выбив петлюровский гарнизон и установив в городе Советскую власть.
В 1929 году железнодорожные мастерские были преобразованы в Изюмский паровозоремонтный завод.
После начала Великой Отечественной войны, 28 октября 1941 года войска Юго-Западного фронта перешли к обороне на рубеже у города Изюм. В связи с приближением к городу линии фронта, завод был эвакуирован в тыл. Эшелоны с оборудованием завода и рабочими были отправлены в Уфу, Красноярск и Ташкент.
Первым в 1944 году был отремонтирован танк-паровоз ЧН-4100. В этом же году началось восстановление главного паровозосборочного корпуса. В 1947 году уже в главном корпусе было капитально отремонтировано 67 паровозов, из них 31 — серии ФД. Завод наращивал выпуск паровозов и в 1960 и 1961 годах выпускал из ремонта по 370 паровозов серии ФД.
В 1961 году в связи с началом ремонта тепловозов завод получил новое название: Изюмский тепловозоремонтный завод.
С 1962 года завод приступил к ремонту тепловозов. 17 ноября 1962 года тепловоз ТЭЗ-2236 депо Ясиноватая Донецкой железной дороги был обкатан после ремонта, 26 ноября — сдан отделу технического контроля, 28 ноября — тепловоз в торжественной обстановке был передан локомотивной бригаде.
Весной 1963 года завод выпустил из ремонта последний паровоз и полностью перешел на ремонт тепловозов. Уже в следующем году было отремонтировано 276 секций тепловозов ТЭ3.
С 1969 года завод осуществляет ремонт дизелей 10Д100.
3 июля 1986 года Изюмский тепловозоремонтный завод имени 60-летия Великой Октябрьской социалистической революции Министерства путей сообщения СССР был награждён орденом «Знак Почёта».
Завод ремонтировал тепловозы ТЭ3 и 2ТЭ10, а также производил ремонт отдельных узлов тепловозов для нужд локомотивных депо железных дорог, и изготавливал запасные части.
С 1990 года завод освоил капитальный ремонт дизелей 5Д49.
В марте 1995 года Верховная Рада Украины внесла завод в перечень предприятий, приватизация которых запрещена в связи с их общегосударственным значением.
С 1999 года ОАО «Изюмский тепловозоремонтный завод» стал работать убыточно, в 2002 году началось сокращение объемов производства (в результате, в августе 2002 года был заменен руководитель завода).
2004 год ИТРЗ закончил с чистой прибылью 2,8 млн. гривен.
В июле 2005 года Кабинет министров Украины разрешил продажу 100 % государственного пакета акций завода.
2005 год завод завершил с убытком 2,1 млн гривен. В 2006 году завод отремонтировал 8 секций тепловозов и 347 колесных пар и завершил 2006 год с убытком в размере 2,412 млн гривен. 2007 год завод завершил с чистой прибылью 18 тыс. гривен.
По состоянию на начало 2008 года, ИТРЗ являлся одним из основных заводов Украины по ремонту железнодорожного транспорта, производственные мощности предприятия обеспечивали возможность ремонта до 700 секций тепловозов в год, но были задействованы не в полном объеме (осуществляя ремонт около 10 секций тепловозов в год), поскольку большинство заказов министерства транспорта Украины на ремонт подвижного состава и колёсных пар выполнял Днепропетровский тепловозоремонтный завод. Начавшийся в 2008 году экономический кризис осложнил положение предприятия. Объемы производства снизились, 2008 год завод завершил с убытком 9,495 млн гривен.
3 января 2009 года хозяйственный суд Харьковской области возбудил дело о банкротстве завода, 21 октября 2009 г. — вынес постановление о введении процедуры управления имуществом завода, но совет кредиторов принял решение не ликвидировать предприятие. В результате, 18 ноября 2010 года началась процедура санации завода.
2010 год завод завершил с убытком 5,904 млн гривен, 2011 год — с убытком 4,788 млн гривен. В июне 2012 года часть производственных цехов была выставлена на продажу.
3 июля 2013 года обанкротившийся завод был передан в управление Харьковской областной государственной администрации. Всего за 2013 год завод выполнил работы на 4,25 млн гривен, но в 2014 году положение предприятия осложнилось, к сентябрю 2014 года количество рабочих сократилось до 140 человек.
В декабре 2014 года хозяйственный суд Харьковской области признал завод банкротом.
В начале лета 2019 года с помощью тендера предприятие было куплено. Велись работы по демонтажу металлических конструкций, зданий цехов, расчистке территории и продаже остатков оборудования.
Закончилась история Изюмского тепловозоремонтного завода, в 2019 году он бы отпраздновал 104 года с начала основания.

## Продукция завода
Завод ремонтировал, до конца своей деятельности, тепловозы серий ТЭМ2, ТЭМ7, М62, 2ТЭ10, 2ТЭ116. Тепловозам выполняется ремонт в объеме КР-1 и КР-2, для тепловозов 2ТЭ10М и 2ТЭ116 также выполняется ремонт с продлением срока службы — КРП. В частности, есть возможность производить колесные пары нового формирования для тепловозов серии ТЭ10 и 2ТЭ116, тепловоза М62, ЧМЭ3 и ТЭП70 и вагонные РУ-1Ш. Производить освидетельствование колесных пар тепловозов ТЭ10, М62, ТЭМ2, ЧМЭ3, 2ТЭ116 и вагонных колесных пар типа РУ1-950, РУ1-Ш и спец вагонных колесных пар, а также производить шлифовку шеек оси, перетяжку бандажей и ремонт буксового узла колесных пар для электровозов ВЛ80.